# Gaetano Latilla

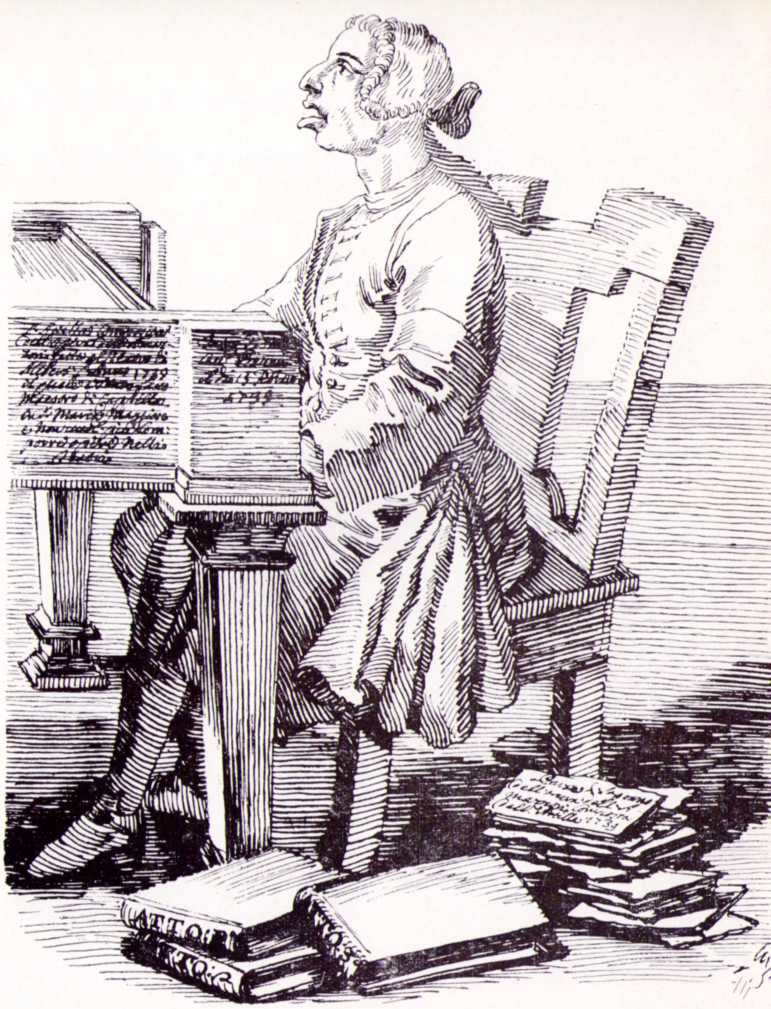
Gaetano Latilla, Karikatur von Pier Leone Ghezzi.

Gaetano Donato Giuseppe Domenico Latilla (auch: Sig. Atilla, * 12. Januar 1711 in Bari; † 15. Januar 1788 in Neapel) war ein italienischer Komponist der Neapolitanischen Schule, der mit seinen Opernkompositionen sehr erfolgreich war.

## Leben und Wirken
Gaetano Latilla erhielt ersten Musikunterricht als Chorknabe unter Kapellmeister Nicola Calatrava, an der Basilika di San Nicola in Bari. Ab dem 15. Lebensjahr wurde er am Conservatorio S. Maria di Loreto in Neapel ausgebildet, wo Ignazio Prota (1690–1744), Francesco Feo und Domenico Gizzi (1684–1756) zu seinen Lehrern zählten. Im Frühjahr 1732 debütierte er mit seiner komischen Oper Li Marite a forza am Teatro dei Fiorentini in Neapel. Daraufhin hatte er in vielen Städten Italiens Erfolge mit seinen Opere serie. Von 1738 bis 1741 war er Vizekapellmeister in Santa Maria Maggiore in Rom. Im Vorwort im Libretto seiner Oper Siroe (1740) wird er als virtuoso del Duca di York bezeichnet. Aus gesundheitlichen Gründen gab er diese Posten auf und kehrte für etwa 10 Jahre nach Neapel zurück, wo er unter anderem bei der Ausbildung seines seinem Neffen Niccolò Piccini hilfreich gewesen sein soll.
Von Dezember 1753 bis März 1766 war Latilla Maestro di coro am Ospedale della Pietà in Venedig. Ab 1762 wirkte er außerdem als Vizekapellmeister an der Seite von Baldassare Galuppi am Markusdom.
Charles Burney, der Latilla 1770 in Venedig traf, schrieb „…ich traf Sgr. Atilla, einem hiesigen berühmten Komponisten, mit dem ich eine lange Unterredung über den Zweck meiner Reise hatte. Ich fand an ihm einen verständigen, umgänglichen Mann, von ungefehr sechzig Jahren, der sowohl über die Musik der Alten als der Neuern, an welcher letztern er seit vielen Jahren schon keinen unwichtigen Antheil genommen, vieles gelesen und gedacht hat. Ich bewunderte seine Ehrlichkeit, da er mir rieth, ich sollte nach dem Incurabili gehn, und da eine Musik von den Mädchen anhören, welche mir, wie er sagte, sehr gefallen würde. Es sind Schülerinnen des Signor Galuppi, welcher an diesem Conservatorio Maestro di Capella ist…“
1766 gab Latilla alle offiziellen Ämter in Venedig auf und kehrte 1774 endgültig nach Neapel zurück.

## Werke
Latilla schrieb zahlreiche Opern, die in Neapel, Rom und Venedig uraufgeführt wurden. Außerdem komponierte zahlreiche geistliche Werke, hauptsächlich für den Gebrauch am Ospedale della Pietà, sowie einige Instrumentalwerke, darunter 6 Streichquartette (1770) und mehrere Sinfonien. Die folgende Liste basiert auf den Angaben bei Grove Music Online und Corago.

### Opern
- Li marite a forza, commedia; Libretto: Bernardo Saddumene; Frühling 1732, Neapel, Teatro dei Fiorentini; 1735 überarbeitet im selben Theater[2]
- L’Ottavio, commedia per musica; Libretto: Gennaro Antonio Federico; Winter 1733, Neapel, Teatro dei Fiorentini; 1736 überarbeitet im Teatro Nuovo di sopra Toledo in Neapel[3]
- Gl’ingannati, commedia per musica; Libretto: Gennaro Antonio Federico; Herbst 1734, Neapel, Teatro dei Fiorentini[4]
- Angelica ed Orlando, comedia per musica; Libretto: Francesco Antonio Tullio; September 1735, Neapel, Teatro dei Fiorentini[5]
- Lo sposo senza moglie, commedia per musica; Libretto: Carlo De Palma; Herbst 1736, Neapel, Teatro Nuovo[6]
- Temistocle, dramma per musica; Libretto: Pietro Metastasio; 18. Februar 1737, Rom, Teatro Tordinona[7]
- Il Gismondo, commedia per musica; Libretto: Gennaro Antonio Federico; Sommer 1737, Neapel, Teatro dei Fiorentini; 1752 in Paris, 1758 in Hamburg, 1762 in Dresden[8]
- Parrasio, Cicetta, Meo, intermezzi; Libretto: Benedetto Micheli (?); 9. September 1737, Rom, Teatro Valle; 1739 in Livorno, 1748 in Perugia[9]
- Demofoonte, dramma per musica; Libretto: Pietro Metastasio; 26. Dezember 1737, Venedig, Teatro San Giovanni Grisostomo[10]
- La finta cameriera (erste Fassung; Bearbeitung von Il Gismondo), divertimento giocoso per musica; Libretto: Giovanni Gualberto Barlocci und Benedetto Micheli; Karneval 1738, Rom, Teatro Valle; viele weitere Produktionen bis 1760[11]
- Componimento per musica; 1738, Rom[12]
- Polipodio e Rucchetta, intermezzi; Libretto: Benedetto Micheli; 2. Januar 1738, Rom, Teatro Argentina[13]
- Madama Ciana, commedia per musica (andere Titel: L’ambizione delusa, Ciana, Gli artigiani arrichiti oder Il Pannicone); Libretto: Giovanni Gualberto Barlocci; Februar 1738, Rom, Teatro detto della Pallacorda di Firenze; 1740 in Lissabon, 1742 in Malta und Florenz, 1744 in Venedig, 1745 in Mailand, 1747 und 1748 in Turin, 1748 in Livorno, 1749 in Bologna und München, 1750 in London, 1751 in Barcelona und Parma, 1753 in Paris, 1754 in Lüttich, Amsterdam und Haarlem, 1759 in Brescia[14]
- Romolo, dramma per musica; 25. Januar 1739, Rom, Teatro delle Dame[15]
- Siroe, dramma per musica; Libretto: Pietro Metastasio; 12. Januar 1740, Rom, Teatro delle Dame[16]
- Alceste in Ebuda, dramma per musica; Libretto: Andrea Trabucco; 20. Januar 1741, Neapel, Teatro San Carlo[17]
- Zenobia, dramma per musica; Libretto: Pietro Metastasio; 4. Januar 1742, Turin, Teatro Regio; 1749 in Neapel[18]
- La vendetta generosa, dramma per musica; Herbst 1742, Neapel, Teatro dei Fiorentini[19]
- Orazio, opera bernesca in musica (mit Giovanni Battista Pergolesi); Libretto: Antonio Palomba; 6. Februar 1744, Venedig, Teatro San Moisè; 1745 in Graz, Leipzig und Hamburg, 1749 (?) in Kopenhagen[20]
- La gara per la gloria, divertimento teatrale per musica; Libretto: Bartolomeo Vitturi; um den 16.–18. Februar 1744, Venedig, Teatro San Moisè[21]
- La giardiniera contessa, intermezzo; Libretto: Giovanni Gualberto Barlocci; 20. August 1744, Hamburg, Theater am Gänsemarkt; um 1750 an unbekanntem Ort in Deutschland, 1762 in Dresden, 1766 in Prag[22]
- Amare e fingere, dramma per musica; Karneval 1745, Neapel, Teatro Nuovo[23]
- Don Calascione e Betta, intermezzi musicali; Libretto: Giovanni Gualberto Barlocci[24]
- La finta cameriera (zweite Fassung), commedia per musica; Libretto: Carlo Fabozzi nach Giovanni Gualberto Barlocci; Herbst 1745, Neapel, Teatro Nuovo; 1747 in Modena[25]
- Il concerto, melodramma per musica; Libretto: Pietro Trinchera; Frühling 1746, Neapel, Teatro Nuovo[26]
- Il vecchio amante, dramma giocoso per musica; Libretto: Giovanni Gualberto Barlocci nach Francesco Vanneschi; Karneval 1747, Turin, Teatro Carignano; im selben Jahr auch als La commedia in commedia in Ferrara und Mantua[27]
- Ciascheduno ha il suo negozio, intermezzi per musica; 1747, Madrid, Buen Retiro; 1751 erneut in Madrid[28]
- Catone in Utica, dramma per musica; Libretto: Pietro Metastasio; 30. Januar 1747, Rom, Teatro Capranica; 1752 in Livorno[29]
- Il barone di Vignalunga, commedia per musica; Libretto: Antonio Palomba; Winter 1747, Neapel, Teatro Nuovo[30]
- Adriano in Siria, dramma per musica; Libretto: Pietro Metastasio; 18. Dezember 1747, Neapel, Teatro San Carlo[31]
- La partenza fortunata, divertimento per musica; Libretto: Bartolomeo Vitturi; 26, 27 feb. 1748, Venedig, Teatro San Moisè[32]
- La Celia, commedia per musica; Libretto: Antonio Palomba; Herbst 1749, Neapel, Teatro dei Fiorentini[33]
- La vecchia mmaretata, commedia per musica; Libretto: Pietro Trinchera; Januar 1750, Neapel oder Rom (?), Teatro de la Pace[34]
- Il giuoco de’ matti, commedia per musica; Libretto: Antonio Palomba; Herbst 1750, Neapel, Teatro Nuovo; 1753 in Palermo, 1754 in Neapel, 1755 in Malta, 1765 in Piacenza[35]
- Amore in tarantola, dramma giocoso per musica; Libretto: Carlo Vaccina; 13. November 1750, Venedig, Teatro San Moisè[36]
- La Maestra, commedia per musica (mit Gioacchino Cocchi und G. Cordella, Bearbeitung von Cocchis gleichnamiger Oper von 1747); Libretto: Antonio Palomba; Karneval 1751; Neapel, Teatro dei Fiorentini
- L’opera in prova alla moda, dramma giocoso per musica; Libretto: Giovanni Fiorini; um den 23. Januar 1751, Venedig, Teatro San Moisè; im selben Jahr auch in Modena und Bologna, 1752 in Lodi, 1753 in Mailand und Amsterdam, 1757 in Turin[37]
- Urganostocor, tragedia tragichissima ma di lieto fine; Libretto: Giovanni Fiorini; um den 23. Januar 1751, Venedig, Teatro San Moisè (mit L’opera in prova alla moda aufgeführt); im selben Jahr auch in Bologna, 1753 in Amsterdam, 1757 in Turin[38]
- La pastorella al soglio, dramma per musica; Libretto: Giovanni Carlo Pagani Cesa; 19. Mai 1751, Venedig, Teatro San Moisè; um 1760 in Braunschweig, 1764 in Bonn, 1765 in Münster[39]
- Griselda, dramma per musica; Libretto: Apostolo Zeno; um den 11. November 1751, Venedig, Teatro San Cassiano[40]
- Gl’impostori, dramma per musica; Libretto: anonym; um den 15. November 1751, Venedig, Teatro San Moisè; 1752 als Il mondo alla moda in Mailand[41]
- L’isola d’amore, commedia in musica; Libretto: Gaspare Gozzi; 26. Dezember 1751, Venedig, Teatro San Moisè; 1753 in Treviso[42]
- L’olimpiade, dramma per musica; Libretto: Pietro Metastasio; 18. November 1752, Venedig, Teatro San Cassiano; 1756 in Rovigo[43]
- Alessandro nell’Indie, dramma per musica (enthält auch Musik anderer Komponisten); Libretto: Pietro Metastasio; um den 26. Dezember 1752, Venedig, Teatro San Cassiano[44]
- Antigona, dramma per musica; Libretto: Gaetano Roccaforte; 5. Februar 1753, Modena, Hoftheater[45]
- Il protettor del poeta, intermezzi per musica; Libretto: G. Piccinelli; 8. Januar (?) 1754, Rom, Teatro Valle[46]
- Il Venceslao, dramma per musica; Libretto: Apostolo Zeno; 26. August 1754, Barcelona, Theater; im selben Jahr auch in Genua[47]
- Tito Manlio, dramma per musica; Libretto: Gaetano Roccaforte; Karneval 1755, Rom, Teatro Capranica[48]
- La finta sposa, dramma giocoso per musica; 11. Januar 1755, Bologna, Teatro Formagliari[49]
- Ezio, dramma per musica; Libretto: Pietro Metastasio; 10. Juli 1758, Neapel, Teatro San Carlo[50]
- L’amore artigiano, dramma giocoso; Libretto: Carlo Goldoni; 27. Dezember 1760, Venedig, Teatro Sant’Angelo; 1762 in Kopenhagen, 1766 in Lissabon[51]
- Merope, dramma per musica; Libretto: Apostolo Zeno; Karneval 1763, Venedig, Teatro San Benedetto[52]
- La buona figliuola supposta vedova, dramma comico per musica; Libretto: Antonio Bianchi; Karneval 1766, Venedig, Teatro San Cassiano[53]
- Gl’inganni amorosi, commedia per musica; Libretto: Pasquale Mililotti; Karneval 1774, Neapel, Teatro dei Fiorentini[54]
- Il maritato fra le disgrazie, commedia per musica; Libretto: Giuseppe Palomba; Herbst 1774, Neapel, Teatro dei Fiorentini[55]
- Antigono, dramma per musica; Libretto: Pietro Metastasio; 13. August 1775, Neapel, Teatro San Carlo[56]
- I sposi incogniti, commedia per musica; Libretto: Pasquale Mililotti; 1779, Neapel, Teatro Nuovo[57]

Musik in Pasticcio-Opern
- Orazio (Pasticcio mit Musik von Giovanni Battista Pergolesi), dramma giocoso per musica auf Basis der gleichnamigen Oper von 1744; Libretto: Antonio Palomba; Sommer 1746, Mailand, Teatro Regio Ducale; 1763 als La scuola della musica in Turin[58]

Zuschreibung zweifelhaft
- L’astuzia felice, dramma per musica; Libretto: Carlo Goldoni; Frühling 1750 oder um 1777, Turin, Teatro Carignano
- Quelli che non sono, commedia per musica; Libretto: Carlo Fabozzi; Herbst 1750, Neapel, Teatro Nuovo[59]
- L’opera in prova alla moda (nur dritter Akt); 1751, Modena[60]

### Geistliche Musik
- L'immaculata concezione della Santissima Vergine, componimento sacro; 1739, Genua, Oratorio S Filippo Neri
- Sanctorum Patrum in Abrahae sinu expectatio, Kantate für zwei Stimmen; 1755, Venedig, Ospedale della Pietà
- Carmina Sacra; 1756, Venedig, Ospedale della Pietà
- Judith triumphans, Oratorium; 1757, Venedig, Ospedale della Pietà
- Modulamina sacra, Motette in lateinischer Sprache; 14. September 1760, Venedig, Ospedale della Pietà (Xenodochii Pietatis)[61]
- Miserere in Es-Dur für Sopran, Alt, Tenor, Bass, zwei Hörner, Streicher und Basso continuo; um 1760, Venedig, Ospedale della Pietà
- Sacra Esther historia, Oratorium; 14. September 1761, Venedig
- La pietà essultante nel santissimo natale; 25. Dezember 1761, Venedig, Ospedale della Pietà
- La colpa abbattuta, componimento sacro; Palermo, Oratorio S Filippo Neri
- Omnipotenza e misericordia divina, Oratorium für vier Stimmen (Omnipotenza, Umanità, Misericordia, Lucifero)
- Messa in pastorale für zwei Stimmen und Orgel
- Salve regina für Sopran, Alt, Streicher und Basso continuo
- Bonum est confiteri, Motette
- Matutino, dum surgit, Kantate
- Motetten für Venedig, Ospedale della Pietà:
  - Aurum voluptas „per Ellena“, für Sopran und Basso continuo
  - Ave Regina „per Ellena“, für Sopran und Basso continuo
  - Ave Regina „per Gregoria“, für Alt und Basso continuo
  - Furen furens hostis „per Josepha“, für Sopran und Basso continuo
  - Mormorate „per Ellena“, für Sopran und Basso continuo
  - Non timeo „per Josepha“, für Sopran und Basso continuo
  - Regina celi „per Ellena“, für Sopran und Basso continuo
  - Regina celi „per Iseppa“, für Sopran und Basso continuo
  - Regina celi „per Marina“, für Sopran und Basso continuo
  - Surge aurora luminosa „per Ellena“, für Sopran und Basso continuo
  - Ut errant „per Josepha“, für Sopran und Basso continuo

### Sonstige Vokalwerke
- Componimento per musica da cantarsi nel giorno natalizio di Maria Amalia Walburga; Rom 1738
- Componimento per musica da cantarsi nel giorno natalizio di Carlo Borbone; Rom 1739
- Werke in Solfèges d’Italie … composés par Leo, Durante, Scarlatti, Hasse; Paris 1772
- Cantata a tre voci, Kantate; 13. August 1775, Neapel, Teatro San Carlo[62]
- Mehrere Arien und Ensemblestücke für Stimmen und Instrumente

### Instrumentalwerke
- Sechs Quartette für zwei Violinen, Viola und obligates Violoncello; London
- Trio für Flöte, Violine und Basso continuo
- Sinfonia für zwei Violinen, zwei Oboen, zwei Hörner und Basso continuo
- Sinfonia D-Dur à 8
- Sinfonia G-Dur